# Сайед Мурад-шах
Сайед Мурад-шах (*д/р — 1789) — шах Ирана с января по май 1789 года.

## Биография

### Ранние годы
Происходил из династии Зендов. Сын Али Мурад-шаха, векиля ад-дауда (уполномоченного государства) Ирана (де-факто шах). Молодые годы провел сначала в Ширазе, где получил образование. Впоследствии был вместе с отцом в Кермане, где тот занимал пост сардара. В 1779 перебрался в Шираз, где продолжил обучение.
В 1781 с восхождением на трон его отца, Сайед Мурад-шаха помог Али Мурад Шаху быстро занять Исфаган. Того же года назначен сардаром Исфагана.
В 1782 назначен наместником провинции Фарс.
После смерти отца в 1785 г. остался при дворе нового правителя Джафар Шаха. Последний назначил Сайед Мурад Хана сарбадаром Шираза. Однако в 1788 г. его лишили должности и вместе с семьей взяли под надзор.

### Правление
В 1789, воспользовавшись многочисленными неудачами Джафар Шаха устроил мятеж, в результате чего 23 января последний был убит. После этого объявил себя веуилем ад-даудом. Однако сразу против него выступил сын убитого — Лотф Али-шах, на сторону которого перешли жители Шираза. Фактически Сайед Мурад-шах оказался в осаде в крепости Шираза, где продержался 4 месяца. После сдачи его казнили. Новым правителем стал Лотф Али-шах.